# 진숙희
진숙희(1978년 7월 9일 ~ )는 대한민국의 은퇴한 여자 축구 선수로 현역시절 포지션은 수비수였다. 대한민국 여자 축구 국가대표팀의 일원으로 활동하면서 2003 FIFA 여자 월드컵에 참가했고,INI스틸에서 뛰고 활약했었다.